# Біосферні резервати України
Біосферні резервати — міжнародна категорія природоохоронних територій, що оголошується рішеннями ЮНЕСКО. У світі до цієї категорії відносять територіально значні репрезентативні ділянки наземних і прибережних геосистем, які охороняються юридично, зокрема репрезентативні природні геосистеми; унікальні природні угруповання чи ландшафти; зразки атрактивних окультурених ландшафтів, які сформувалися в результаті збереження традиційних форм природокористування, зразки змінених або деградованих геосистем, які можна відновити та оптимізувати. Завдання менеджменту біосферних резерватів: збереження унікальних та репрезентативних для біогеографічних районів Землі природних геосистем; створення (поряд з іншими заповідними об'єктами) відповідних екологічних умов для збереження та охорони генофонду рослинного й тваринного світу і розвитку геосистем у природному середовищі; порівняльне дослідження природних та окультурених ландшафтів, а також порушених, з метою встановлення їхньої реакції на різні форми антропогенного впливу; обґрунтування методів екологічного природокористування та оптимізації життєвого середовища; прогнозування динаміки природних та окультурених геосистем з урахуванням тенденцій впливу техносфери на біосферу; підтримання екологічного балансу в районі біосферних заповідників, координація екологічних досліджень; сприяння міжнародному співробітництву в галузі охорони довкілля та здійснення контролю за природними і техногенними процесам біосфері. В Україні зазначеній категорії відповідають біосферні заповідники.

## Неузгодження міжнародної і національної категорій
В Українському законодавстві існує частковий відповідник цієї міжнародної категорії — біосферний заповідник.
Категорія «біосферний заповідник» вперше була введена до списку категорій природно-заповідного фонду в 1992 році, з прийняттям Закону України «Про природно-заповідний фонд України». Автори закону відзначали, що в світі біосферними заповідниками оголошують території особливо цікавих на міжнародному рівні національних парків або інших природоохоронних територій, тим самим надаючи їм додаткового статусу.
Закон виділив «біосферні заповідники» як окрему категорію природно-заповідного фонду, тобто в Україні вони створюється Указом Президента, а не рішенням ЮНЕСКО.
У 1981 році АН УРСР розглянула питання «Про наукові принципи створення біосферних заповідників в Українській РСР», в рішенні якого було зазначено, що біосферні заповідники можна створювати тільки на базі природних заповідників.
На момент прийняття Закону в Україні вже були перші біосферні резервати, оголошені з існуючих природних заповідників. Коли в 1984 році Чорноморський заповідник і Асканія-Нова отримали сертифікати ЮНЕСКО (хоча вони не відповідали критеріям біосферних резерватів), національних парків ще фактично не було. Наступні два сертифікати також були видані територіям, які початково мали статус заповідників. Тож, як і більшість радянських біосферних заповідників, вони утворені саме шляхом реорганізації природних заповідників. Імовірно, саме тому назва категорії склалась історично як «біосферний заповідник». Нині в Україні створено ще 4 біосферні резервати, вже на базі національних парків. Таким чином у в країні існує 4 біосферні заповідники але 8 біосферних резерватів.

## Перелік біосферних резерватів
| No. | Назва                               | Рік створення | Площа (га) | Область                                                     | Підпорядкування                                     | Примітки                                        |
| --- | ----------------------------------- | ------------- | ---------- | ----------------------------------------------------------- | --------------------------------------------------- | ----------------------------------------------- |
| 1   | Асканія-Нова                        | 1983          | 33,307     | Херсонська область                                          | Національна Академія Наук України                   |                                                 |
| 2   | Чорноморський біосферний заповідник | 1983 (1927)   | 109254,8   | Херсонська область, Миколаївська область                    | Національна Академія Наук України                   |                                                 |
| 3   | Карпатський біосферний заповідник   | 1992          | 57,880     | Закарпатська область                                        | Міністерство екології та природних ресурсів України |                                                 |
| 4   | Дунайський біосферний заповідник    | 1998          | 50,252     | Одеська область, Румунія                                    | Національна Академія Наук України                   | транскордонний                                  |
| 5   | Східні Карпати                      | 1998          | 58,587     | Закарпатська область, Львівська область, Польща, Словаччина | міжнародна адміністрація                            | транскордонний                                  |
| 6   | Західне Полісся                     | 2002          | 48,977     | Волинська область                                           |                                                     | В Україні — Шацький національний природний парк |
| 7   | Деснянський біосферний резерват     | 2009          | 58,293     | Сумська область                                             |                                                     |                                                 |
| 8   | Розточчя                            | 2011          |            | Львівська область                                           |                                                     |                                                 |